# Jakub Karolak
Jakub Karolak (Lublino, 26 settembre 1993) è un cestista polacco.

## Palmarès
- Campionato polacco: 2

Turów Zgorzelec: 2013-14
Śląsk Breslavia: 2021-22
- Coppa di Polonia: 1

Włocławek: 2020
- Supercoppa polacca: 2

Turów Zgorzelec: 2014
Włocławek: 2019